# ジェットでGO!2
『ジェットでGO!2』は2002年にタイトーが発売したゲームソフトで、飛行機運行のシミュレーションゲーム。日本航空が製作協力している。

## ゲーム概要
前作である『ジェットでGO!』とは異なり、タキシングやスポットインなどといった運行もプレイヤーが操作することができる。

## ゲームモード
- シナリオモード

各空港でタキシング、離陸、着陸の様々なシチュエーションをプレイする。シナリオをクリアすると点数とそれに応じた金～銅の間で評価される。
- パイロットモード

（ゲーム内の）1ヶ月に一度、空港と時刻と機体を選んで出発から到着（スポットイン）までプレイする。当初は副操縦士からのスタートだが、年次が過ぎていくにつれて機長に昇格（同時にコックピット視点が左側に変わる）したり、獲得したマイルに応じて隠し機体が登場するなどのイベントが発生する。
- フリークルーズモード

飛行ルートや時間に関係なく、高度15000 - 30000Ftの間でクルーズを楽しめる。離陸および着陸する空港も自由に選択できるが、伊丹空港 - 関西国際空港間のみを飛行することはできない。

## 登場機体
最初から使用できる機体
- ダグラス DC-10-40
- ボーイング 737-400
- ボーイング 767-300
- ボーイング 747-400 / 400D
- ボーイング 777-200 / 300

隠し機体
- マクドネル・ダグラス MD-11
- ダグラス DC-8-61
- 日本航空機製造 YS-11
  - YS-11以外は機体記号が、ダグラス DC-10-40・ボーイング 767-300・DC-8-61はマーキングが、ボーイング 737-400は日本トランスオーシャン航空とJALエクスプレスの機体にそれぞれ変更できる。

## 登場空港
- 羽田空港
- 新千歳空港
- 小松空港
- 名古屋空港（現・名古屋飛行場）
- 伊丹空港
- 関西国際空港
- 広島空港
- 福岡空港
- 那覇空港
- 下地島空港 - フリークルーズモードとパイロットモードの昇格試験にのみ登場。

## その他
機体説明、日本航空の歴史、ムービー、空港案内などが収録されている。
日本航空のロゴについて、通常版では当時（2002年まで）の鶴丸ロゴを使用している。廉価版ではパッケージのみ「The Arc of the Sun」ロゴに変更されているが、ゲーム中に登場する機体の塗装は鶴丸のまま変更されていない（Windows版のみ、ムービー前に出るロゴが「The Arc of the Sun」になっている）。